# هورست مولر
هورست مولر (بالألمانية: Horst Möller)‏ هو مؤرخ العصر الحديث ‏ ومؤرخ وكاتب ألماني، ولد في 12 يناير 1943 في فروتسواف في بولندا.

## وصلات خارجية
- هورست مولر على موقع مونزينجر (الألمانية)